# Patrik Sjöberg
Jan-Niklas Patrik Sjöberg (ur. 5 stycznia 1965 w Göteborgu) – szwedzki lekkoatleta, skoczek wzwyż, mistrz świata i trzykrotny medalista olimpijski.

## Kariera
Był dwukrotnie wicemistrzem olimpijskim: podczas Igrzysk Olimpijskich w Los Angeles 1984 (z wynikiem 2,33 m) i w Barcelonie 1992 (2,34 m). Na Igrzyskach w Seulu 1988 zdobył brązowy medal (z wynikiem 2,36 m). Sjöberg był także mistrzem świata z Rzymu 1987 (wynik 2,38 m).
Zdobywał kilkakrotnie medale halowych mistrzostw świata: złoty medal w Paryżu 1985 (z wynikiem 2,32 m); srebrny w Toronto 1993 (2,39 m) i brązowy w Budapeszcie 1989 (2,35 m).
Sjöberg był czterokrotnie halowym mistrzem Europy: w Pireusie 1985, Liévin 1987, Budapeszcie 1988 i Genui 1992.
Był rekordzistą świata (2,42 m) (1987); wynik ten jest nadal rekordem Europy (wspólnie z Ukraińcem Bohdanem Bondarenko). Na liście najwyżej skaczących skoczków wzwyż w historii Sjöberg zajmuje trzecie miejsce (po rekordziście świata Kubańczyku Javierze Sotomayorze i Katarczyku Mutazzie Isa Barszim).
W opublikowanej w 2011 autobiografii wyznał, że jako dziecko był molestowany seksualnie przez swojego fińskiego trenera Viljo Nousiainena. Sjoberg jest trzecią osobą ze środowiska sportowego, która zarzuca fińskiemu szkoleniowcowi molestowanie. Podobnie miał traktować innych skoczków wzwyż: Christiana Skaara Thomassena i Yannicka Tregaro.
6 sierpnia 2011 przyznał, że w ciągu swojej kariery zażywał kokainę. Zapewniał jednak, że nie był pod wpływem żadnych środków, gdy osiągał największe sukcesy.